# Afroplocia
Afroplocia is een geslacht van haften (Ephemeroptera) uit de familie Euthyplociidae.

## Soorten
Het geslacht Afroplocia omvat de volgende soorten:
- Afroplocia sampsoni